# Diocesi di Milcovia
La diocesi di Milcovia (in latino: Dioecesis Milcoviensis) è una diocesi soppressa della Chiesa cattolica.

## Territorio
La diocesi sorgeva a poca distanza dai confini ungheresi, con un territorio compreso perlopiù nella regione storica della Moldavia.
Sede vescovile era l'attuale città di Milcovul (in ungherese: Milkó).

## Storia
Nel 1227 il re Andrea II d'Ungheria e l'arcivescovo di Esztergom Roberto vi fondarono la diocesi di Milcovia per i Cumani in fuga dai Mongoli, per gli insediamenti di Sassoni e Ungheresi e per le fondazioni presenti in zona dell'Ordine Teutonico. I domenicani furono incaricati dell'evangelizzazione dei Cumani.
Secondo alcune ricostruzione questo vescovato ebbe giurisdizione fino al Dnepr, sul regno del capo cumano Bejbars (detto anche Barc), che si sarebbe convertito al cristianesimo latino già nel 1227. Nel 1241 la sede venne però spazzata via dai Mongoli. Successivamente fu ristabilita nel XIV secolo.
Nel 1453 fu revocata al vescovo Gergely István la facoltà di trasferire la sede vescovile a Brașov.
La diocesi decadde dalla fine del XV secolo, a causa dell'invasione di popolazioni non cristiane. Al vescovo Pál de Ilsine, l'ultimo noto, fu concesso di esercitare il suo ministero a Esztergom.

## Cronotassi dei vescovi
- Teodorico † (prima del 1228 - dopo il 1234)
  - Sede soppressa (circa 1241-?)
- Vito, O.F.M. ? † (menzionato nel 1332)
- Tommaso de Nympti, O.E.S.A. ? † (29 marzo 1347 - ?)
- Bernard Nowina, O.P. † (prima del 1353 - 1357 nominato vescovo di Płock)
- Albertus de Usk, O.P. † (29 maggio 1364 - ? deceduto)
- Miklós de Buda, O.E.S.A. † (3 settembre 1371 - ? deceduto)
- Imre Zechel † (22 ottobre 1431 - ? deceduto)
- Gergely István † (26 maggio 1433 - ? deceduto)
- Mihály Turon † (13 giugno 1468 - ? deceduto)
- Pál de Ilsine † (17 febbraio 1502 - ?)